# Chung Eui-sun
Chung Eui-sun (nascido em 18 de outubro de 1970), apelidado de Chung Eui-son, é um empresário sul coreano. Filho único do presidente da Hyundai Motor Group, Chung Mong-koo. Ele é o presidente da Kia Motors e Hyundai Mobis.
Em março de 2006, Chung e seu pai foram proibidos de deixar o país, mas logo depois o seu pai conseguiu esse direito. A proibição foi imposta como parte de uma longa investigação envolvendo fraude e suborno em várias empresas do grupo Hyundai. Sua fortuna está estimada em 2.4 bilhões de dólares.